# Kate Garven
Kathryn "Kate" Garven es una actriz australiana, más conocida por haber interpretado a Jade Sutherland en la serie Home and Away.

## Biografía
Kate es hijo de Ian y Jeanette, tiene cuatro hermanos Emma, Matt, Lisa, Marlon Garven.
El 1 de mayo de 2004 y con sólo 18 años Kate se casó con el asistente de director Ben Field, en el 2008 la pareja le dio la bienvenida a su primer hijo Bailee Field, más tarde le dieron la bienvenida a su segundo hijo Mannix Field y finalmente a su tercer hijo Jai Field.

## Carrera
El 19 de junio de 2000 se unió al elenco recurrente de la serie exitosa serie australiana Home and Away, donde interpretó a Jade Sutherland hasta el 3 de junio de 2004. En 2007 apareció como invitada en la serie policíaca Sea Patrol, donde interpretó a Suzie.

## Filmografía
Series de televisión
| Año         | Serie         | Personaje       | Notas        |
| ----------- | ------------- | --------------- | ------------ |
| 2007        | Sea Patrol    | Suzie           | 2 episodios  |
| 2000 - 2004 | Home and Away | Jade Sutherland | 73 episodios |

Películas
| Año  | Título        | Personaje  | Notas                                                                   |
| ---- | ------------- | ---------- | ----------------------------------------------------------------------- |
| 2004 | Living Abroad | -          | junto a Zulu Adigwe, Ernest Asuzu & Elvis Chuks                         |
| 2000 | Angst         | Barbarella | junto a Sam Lewis, Jessica Napier, Abi Tucker, Lara Cox & Celia Ireland |